# 싸2
《싸2》는 싸이의 두 번째 정규 앨범으로 부제는 《성인용》(成人用)이다. 원래는 2001년 11월 18일에 발매될 예정이었지만 2001년 11월 10일 싸이가 대마초 흡연 혐의를 받고 경찰에 불구속 입건되었고, 그 바람에 앨범 출시가 연기되다가 2002년 1월 16일에 발매되었다. 하지만 자숙기간을 갖던 중이었으므로 싸이의 2집 앨범 활동은 제한적일 수밖에 없었다.
뮤직비디오는 `얼씨구`와 박지윤의 노래 `성인식`을 리메이크한 노래 `신고식` 두 편이 있다. 선정적인 가사로 인해 어린이와 청소년에 악영향을 준다는 지적을 받았으며 이를 계기로 19세 미만 청취 금지 판정을 받아 청소년들에게 판매가 금지된 음반이기도 하다.

## 수록곡
전체 작사: 싸이
| #             | 제목                                                     | 작곡·편곡     | 재생 시간 |
| ------------- | -------------------------------------------------------- | ------------- | --------- |
| 1.            | 〈Intro〉 (Feat. 마스타 우, 제드, 하대환, Ray Jay, 요한) | 싸이          | 2:17      |
| 2.            | 〈신고식〉                                               | 박진영        | 3:28      |
| 3.            | 〈딜레마〉                                               | 싸이          | 3:25      |
| 4.            | 〈얼씨구〉                                               | 싸이          | 3:01      |
| 5.            | 〈Yes, I am〉                                            | 햄스터        | 3:20      |
| 6.            | 〈해지면〉                                               | 싸이          | 3:08      |
| 7.            | 〈원해〉                                                 | 싸이          | 2:44      |
| 8.            | 〈사우나 속으로〉 (Feat. 마스타 우)                      | 싸이          | 3:09      |
| 9.            | 〈1등〉                                                  | 유건형        | 3:12      |
| 10.           | 〈새 2〉 (Feat. 김준혁)                                  | 싸이          | 3:17      |
| 11.           | 〈나쁜년〉                                               | 싸이          | 3:06      |
| 12.           | 〈처녀논쟁〉 (Feat. Ray Jay)                             | 싸이          | 3:29      |
| 13.           | 〈Basica 2.0〉                                           | Hanco         | 3:51      |
| 14.           | 〈생〉                                                   | 드렁큰 타이거 | 3:34      |
| 총 재생 시간: | 총 재생 시간:                                            | 총 재생 시간: | 43:14     |

- 〈새 2〉를 제외한 피처링 가수가 있는 수록곡은 싸이와 피처링 가수들이 공동 작사하였다.
- 〈신고식〉은 가수 박지윤의 2000년에 발매된 네 번째 앨범 《성인식》의 수록곡 〈성인식〉을 개사했다.

## 참여
- 싸이 - 랩, 보컬, 프로듀서, 코러스
- 유태준 - 기타
- 이태윤 - 베이스 기타
- 김동하, 이한진 - 브라스
- 유건형, 빈칸채우기, 빈칸, 팀매니아 - 코러스
- DJ 렉스 - 스크래치
- 양수열, 구자훈(예당 스튜디오) - 녹음, 믹싱
- 최효영(소닉 코리아) - 마스터링
- 유재웅, 방윤태 - 매니지먼트
- 吳自畵, Mogi - 아트 디렉터, 캐릭터 디자인
- 까르뜨니트, 마리오 아울렛, 웨딩TV - 협찬

## 기사 인용
1. ↑  연합뉴스 (2001년 11월 15일). “`대마초 흡연' 가수 싸이 검거(종합)”. 연합뉴스.
2. ↑  MBC 뉴스 (2002년 2월 6일). “가수 싸이 음반 음담패설 가사 말썽”. MBC 뉴스.